# Karl af Flandern (1903-1983)
Karl af Flandern eller Charles af Belgien (fransk: Charles Théodore Henri Antoine Meinrad, nederlandsk: Karel Theodoor Hendrik Anton Meinrad; født 10. oktober 1903, død 1. juni 1983) belgisk prinsregent og kunstmaler. Karl havde titlerne prins af Belgien og greve af Flandern. 
Karl var prinsregent af Belgien fra 1944 – 1950 og igen kortvarigt 1950 – 1951. Han var den næstældste søn af kong Albert 1. af Belgien og Elisabeth af Bayern.

## Prinsregent
I september 1944 valgte det belgiske parlament prins Karl til regent i stedet for broderen Leopold 3. af Belgien, som Heinrich Himmler havde deporteret til Tyskland i juni 1944. 
Prins Karl forsatte som prinsregent, indtil kong Leopold 3. blev kaldt tilbage efter en folkeafstemning i 1950. Dette gav imidlertid anledning til uroligheder, da flamlænderne støttede kongen, mens vallonerne var hans modstandere. 
Uroen stoppede først, da prins Karl for anden gang blev udnævnt til prinsregent. I 1951 overlod han regeringen til sin brorsøn Baudouin 1. af Belgien, der blev landets nye konge. 

## Kunstmaler
Efter at have forladt det offentlige liv i 1951 brugte prins Karl meget af sin tid på at male. Han signerede sine billeder "Karel van Vlaanderen". (Karl af Flandern).